# Meridionaler Wind
Ein meridionaler Wind ist in der Meteorologie ein längengradparalleler Wind. Die entsprechenden Windrichtungen sind Nord und Süd. Die entsprechende Komponente einer Windrichtung wird als deren meridionale Komponente bezeichnet.
Gegensatz: zonaler Wind.